# Két özvegy
A két özvegy (csehül: Dvě vdovy) Bedrich Smetana 1873–1874 között írt, majd 1877-ben és 1882-ben átdolgozott kétfelvonásos operája, az opera librettóját Emmanuel František Züngel írta Félicien Mallefille francia regényíró és dramaturg Les deux veuves (A két özvegy) bohózat alapján, az opera ősbemutatójára 1874. március 27-én került sor a prágai Cseh Színházban, Smetana vezényletével.
A premier azonban nem volt sikeres, és az operát 1874-ben átdolgozta. A beszélt párbeszédet átkomponált recitativók váltották fel, és a zene és a karakterek egy részét átdolgozta. A második premier 1874. október 20-án nagyon sikeres volt. A további átdolgozott verziót 1878. március 17-én mutatták be Adolf Čech vezényletével. Egy későbbi, 1882-es hamburgi előadáshoz "Smetana vonakodó az első felvonásban triót és alternatív befejezést adott Ágnes 2. felvonásának áriájához", és hozzájárult az opera három felvonásra történő felosztásához".

## Szereplők
| Szerep                                            | Hangnem |
| ------------------------------------------------- | ------- |
| Caroline, fiatal özvegy                           | szoprán |
| Ágnes, a nővére, szintén fiatal özvegy            | szoprán |
| László (Ladislaus), földbirtokos                  | tenor   |
| Mumlal, Caroline játékvezetője, Lidka apja        | basszus |
| Toník, kertész                                    | tenor   |
| Lidka, a menyasszonya, kamarás lány, Mumlal lánya | szoprán |
| Parasztok, kórus                                  |         |

## Az opera cselekménye
Helyszín: Egy kastély Csehországban

### Első felvonás
A várban az emberek ünnepelnek. Az ott élő két özvegy, Caroline és Agnes nagyon különbözik egymástól. A háziasszony, Caroline örül szabadságának és függetlenségének, míg Agnes nem tud barátkozni, mivel még mindig gyászol.
Caroline-t kéri udvarlója, Ladislaus. A lány azonban nem akar hozzámenni. Ezért Caroline összeesküszik, hogy Ágnes beleszeretjen Lászlóba. Caroline meghívja Ladislaust a kastélyba, ahol Mumlal letartóztatja. Lászlót egy napos házi őrizetbe ítélik a kastélyban. László elfogadja a büntetést. Ágnest azonban nem lehet érdeklődni iránta. A felvonás végén Lidka és Toník a kórussal a szerelemről énekelnek.

### Második felvonás
A börtönben László szerelmes dalt énekel, amely felébreszti Ágnesben a szerelem érzését. Ágnes azonban nem tud bevallani érzéseit. Még Caroline terve és László vallomása sem változtat az érzésein. Csak amikor Caroline flörtölni kezd Lászlóval, Ágnes bevallja érzéseit Lászlónak. Az irigy Mumlal nem tudja eltéríteni Lidkát és Toníkot attól, hogy szerelmeskedjenek egymással. A bálon mindketten összeházasodnak.

## Az opera híres részletei
- Nyitány - (I. felvonás)
- Polka - (III. felvonás)